# La Dernière « Charmante Bulgarie »
Pour plus de détails, voir Fiche technique et Distribution.
La Dernière « Charmante Bulgarie » (Последняя «Милая Болгария», Poslednyaya «Milaya Bolgariya») est un film russe réalisé par Alekseï Fedortchenko, sorti en 2021.
Il est basé sur le livre Avant le lever du soleil de Mikhaïl Zochtchenko.

## Fiche technique
Sauf indication contraire, les informations mentionnées dans cette section peuvent être confirmées par la base de données cinématographiques IMDb,  présente dans la section « Liens externes ».
- Titre original : Последняя «Милая Болгария», Poslednyaya «Milaya Bolgariya»
- Titre français : La Dernière « Charmante Bulgarie »[1]
- Réalisation : Alekseï Fedortchenko
- Scénario : Alekseï Fedortchenko et Lidia Kanachova
- Costumes : Elena Kamilovskaya et L. Mekhanochina
- Photographie : Artem Polosatyy
- Pays d'origine : Russie
- Format : Couleurs - 35 mm
- Genre : biographie, drame
- Durée : 90 minutes
- Dates de sortie :
  - Russie : 24 avril 2021 (Festival international du film de Moscou 2021), 29 mai 2021 (sortie nationale)

## Distribution
- Ilia Belov : Leonid Yets
- Konstantin Itounine : Semion Kourotchkine
- Djavakhir Zakirov : Adalat
- Aliona Artiomova : Olga
- Alexandre Blinov : Le directeur
- Sergueï Fiodorov : docteur Orange
- Anton Makouchine : Le peintre Pierre
- Sergueï Kolessov : Le père de Yets
- Polina Savertchenko : La mère de Yets
- Alexandre Vakhov : Ivan le Terrible

## Distinction
- Festival international du film de Moscou 2021 : prix du meilleur réalisateur[2]